# Ab-Soul

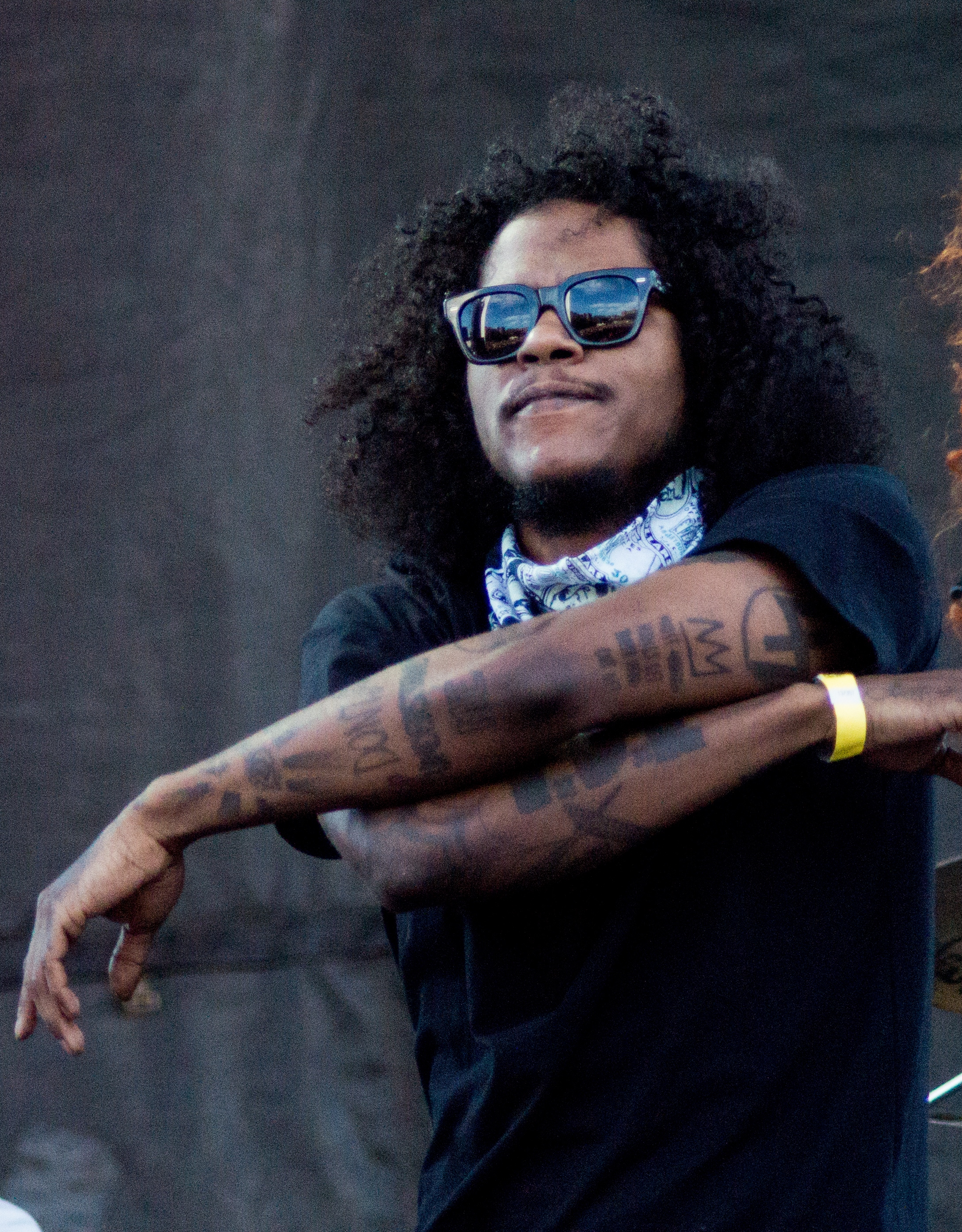
Ab-Soul 2015 bei einem Auftritt beim Afropunk-Festival in Brooklyn

Ab-Soul (wirklicher Name Herbert Stevens, geboren am 23. Februar 1987 in Los Angeles, Kalifornien) ist ein US-amerikanischer Rapper.

## Leben und Karriere
Herbert Stevens wurde in Los Angeles geboren und wuchs im Vorort Carson auf. Als Kind bekam er das Stevens-Johnson-Syndrom, was dazu führte, dass sich seine Lippe schwarz färbte, er an Photosensibilität leidet und deshalb meistens Sonnenbrillen trägt. In der Schule wurde er daraufhin wegen seines Aussehens gehänselt und musste seinen Traum von einer professionellen Basketballkarriere aufgeben. Als Freizeitbeschäftigung rappte er nun und schrieb freestyle Texte online.
Nach seinem Schulabschluss nahm er die Tätigkeit ernster, gründete zusammen mit dem Rapper Snake Hollywood die Gruppe Area 51 und schloss 2005 einen Zweijahresvertrag mit dem kleinen Label Street Beat Entertainment ab. In dieser Zeit entstanden jedoch kaum nennenswerte Veröffentlichungen, sodass er 2007 zu Top Dawg Entertainment wechselte, wo er 2008 ein Mixtape mit dem Titel A Day in the Life herausbrachte.
Mit den anderen Top-Dawg-Künstlern ScHoolboy Q, Kendrick Lamar und Jay Rock gründete er 2009 mit Black Hippy eine weitere Gruppe. 2011 erschien schließlich mit Longterm Mentality sein Solodebütalbum.
Im nächsten Jahr folgte das Werk Control System, mit dem er seinen Durchbruch erlebte. Der Langspieler, der Gastbeiträge aller Black-Hippy-Mitglieder, sowie von unter anderem Jhené Aiko und Danny Brown, enthielt, gelangte bis auf Platz 91 der Billboard 200.
2014 veröffentlichte er das Album These Days…, das auf Position 11 der Billboard 200 einstieg und Features von beispielsweise Lupe Fiasco und Rick Ross hatte.
2016 erschien zur Weihnachtszeit mit Do What Thou Wilt. sein viertes Studioalbum, welches als höchste Chartplatzierung Rang 34 in den Billboard 200 erreichte.

## Diskografie

### Alben
| Jahr | Titel              | Höchstplatzierung, Gesamtwochen, AuszeichnungChartplatzierungen (Jahr, Titel, Platzierungen, Wochen, Auszeichnungen, Anmerkungen) | Höchstplatzierung, Gesamtwochen, AuszeichnungChartplatzierungen (Jahr, Titel, Platzierungen, Wochen, Auszeichnungen, Anmerkungen) | Anmerkungen                             |
| Jahr | Titel              | UK | US | Anmerkungen                             |
| ---- | ------------------ | --- | --- | --------------------------------------- |
| 2011 | Longterm Mentality | — | — |                                         |
| 2012 | Control System     | — | US91 (2 Wo.)US | Erstveröffentlichung: 11. Mai 2012      |
| 2014 | These Days…        | UK96 (1 Wo.)UK | US11 (2 Wo.)US | Erstveröffentlichung: 24. Juni 2014     |
| 2016 | Do What Thou Wilt. | — | US34 (1 Wo.)US | Erstveröffentlichung: 9. Dezember 2016  |
| 2022 | Herbert            | — | — | Erstveröffentlichung: 16. Dezember 2022 |

### Mixtapes
- 2008: A Day in the Life

### Singles
| Jahr | Titel Album                            | Höchstplatzierung, Gesamtwochen, AuszeichnungChartplatzierungen (Jahr, Titel, Album, Platzierungen, Wochen, Auszeichnungen, Anmerkungen) | Höchstplatzierung, Gesamtwochen, AuszeichnungChartplatzierungen (Jahr, Titel, Album, Platzierungen, Wochen, Auszeichnungen, Anmerkungen) | Anmerkungen                                                  |
| Jahr | Titel Album                            | UK | US | Anmerkungen                                                  |
| --- | -------------------------------------- | --- | --- | ------------------------------------------------------------ |
| 2018 | Bloody Waters Black Panther: The Album | UK98 (1 Wo.)UK | — | Ab-Soul, Anderson .Paak & James Blake                        |
| Folgende Lieder erschienen nicht als Single, wurden aber durch das Album zum Download und Streaming bereitgestellt und konnten somit eine Platzierung erlangen: |                                        | | |                                                              |
| |                                        | | |                                                              |
| 2024 | Pi Might Delete Later                  | — | US62 (1 Wo.)US | Charteinstieg: 20. April 2024 J. Cole feat. Daylyt & Ab-Soul |